# قاعدة التثليث في التصوير

صورة توضح تقسيم الصورة

قاعدة التثليث (بالإنجليزية: The Rule Of Thirds)‏ أو القاعدة الثلاثية في التصوير هي قاعدة في التصوير للحصول على صورة ناجحة.
التوسيط في الصورة بمعنى وقوع الجسم المراد تصويره في وسط الصورة، عادة لا يعطي نتائج جيدة في الصورة.
وقاعدة التثليث تنص على وقوع الاجزاء المحتواة في الصورة في إحدى أثلاث الصورة، حيث لو أننا قسمنا الصورة إلى ثلاثة أثلاث فسوف يقع كل جزء من محتويات الصورة في إحدى الأثلاث. أحيانا يتعذر على المصور التقاط صورة تكون محتوياتها مطابقة 100 في 100 لقاعدة التثليث. احتواء الصورة على مكونات تقع تقريبا في إحدى الأثلاث تكون أيضا مرضية. فقد لا تطبق قاعدة التثليث في كل صورة.
وعند التقاط الصورة من المهم مطابقة خط أفق المنظور مع الخط الافقي السفلي أو العلوي، بدلاً من مطابقته مع الخط الوسطي للمشهد.
هي تقنية تكوين ايضا مستخدمة ايضا في الفن والعمارة لإنشاء تأثير مرئي متوازن عن طريق تقسيم المساحة المعنية إلى تسعة أجزاء متساوية، وحيث يجب وضع عناصر التكوين المهمة على طول هذه الخطوط أو تقاطعاتها. تعد كاتدرائية نوتردام مثالاً بارزا على استخدام قاعدة الأثلاث في التكوين المعماري.